# グレン・マクグラス
グレン・ドナルド・マクグラス（英: Glenn Donald McGrath AM、1970年2月9日 - ）は、オーストラリア・ニューサウスウェールズ州・ダボ出身の元プロクリケット選手。元オーストラリア代表。ポジションはボウラー。クリケットの歴史の中でも有数のボウラーの一人。
1990年代半ばから2000年代後半にかけてのオーストラリアの世界クリケット制覇に大きく貢献した。
マクグラスは1999年クリケット・ワールドカップ、2003年クリケット・ワールドカップ、2007年クリケット・ワールドカップで優勝し、ワールドカップ3連覇を達成したオーストラリアチームのメンバーの一人であり、2006年ICCチャンピオンズ・トロフィーの優勝メンバーでもある。
正確なラインとレングスを維持することで知られるマクグラスは、キャリアを通じて一貫性を発揮し、当時最も成功したファーストボーラーの一人となった。ファストボーラーとしての通算のテスト・クリケットでのウィケット数では、ジェームス・アンダーソン、スチュアート・ブロードに次いで、全ファストボーラー中3番目に多い。また、ODIでの381ウィケットは7番目に多く、クリケット・ワールドカップでは歴代最多71ウィケットも記録している。 
マクグラスは2006年12月23日にテスト・クリケットからの引退を発表し、2007年1月にシドニーで行われた第5回アッシュ・テストを最後にテストキャリアに終止符を打ち、ODIの最後を飾った2007年ワールドカップでは、オーストラリアの3連覇に貢献した卓越したボウリングでマン・オブ・ザ・トーナメント賞を受賞した。
2013年1月にはICC名誉殿堂入りを果たした。